# Gyarmati István (fizikus)
Gyarmati István (Szeged, 1929. szeptember 5. – Budapest, 2002. október 23.) állami díjas fizikus, kémikus, a fizikai tudomány doktora, a Magyar Tudományos Akadémia rendes tagja. Az elméleti és matematikai fizika, valamint a fizikai kémia területén ért el kimagasló tudományos eredményeket, a visszafordíthatatlan termodinamikai folyamatokra vonatkozó kutatásaival nemzetközi elismertséget vívott ki magának. Többek között a nevéhez fűződik a klasszikus és modern termodinamika axiomatikus egyesítése, az anyagi rendszerekben lezajló, energiaszétszóródással járó transzportjelenségek törvényszerűségeinek lefektetése (1968–1969), valamint a termodinamikai hullámelmélet kidolgozása (1977).

## Életútja
Az orosházi gimnázium elvégzését követően 1948-ban a Szegedi Tudományegyetemen folytatott kémiai tanulmányokat. Hamarosan a Debreceni Tudományegyetem matematika–fizika szakának hallgatója lett, s itt szerezte meg diplomáját 1952-ben, matematika–fizika szakos tanári oklevelét pedig 1953-ban. Már 1950-től a debreceni egyetem elméleti fizikai tanszékén oktatott demonstrátorként, diplomaszerzését követően tanársegédként. 1954-ben a relativitáselmélet kapcsán szakmai vitába szállt a korszak kiemelkedő elméleti fizikusával, egyben nagy hatalmú tudománypolitikusával, Jánossy Lajossal, aminek következményeként 1954-ben eltávolították a debreceni tanszékről.
Egy éven keresztül általános iskolai tanárként biztosította megélhetését, majd 1955-ben Schay Géza meghívására a Budapesti Műszaki Egyetem fizikai kémiai tanszékének aspiránsa lett. 1958-ban védte meg kandidátusi értekezését, ekkor a műegyetem tudományos munkatársává, később főmunkatársává nevezték ki. 1964-ben egyetemi docenssé lépett elő, 1968-ban a fizikai tudomány doktora lett, egyúttal kinevezték a műegyetemi fizikai intézet osztályvezetőjévé, tudományos tanácsadójává. Ezzel párhuzamosan 1968-tól 1975-ig a Gödöllői Agrártudományi Egyetem akkor alapított fizikai tanszékének első vezetője, egyetemi tanára volt. 1975-től az MTA Központi Kémiai Kutatóintézetében dolgozott tudományos tanácsadóként, 1985 után kutatóprofesszorként. 1987 és 1994 között ismét a Budapesti Műszaki Egyetemen oktatott, a szervezőmunkájának köszönhetően felállított kémiai fizikai tanszék tanszékvezető egyetemi tanára volt. 1994-es nyugdíjazását követően kutatóprofesszorként segítette a tanszéki oktató- és kutatómunkát.
Közéleti szerepet is vállalt, 1985-től 1989-ig a Hazafias Népfront országos tanácsának tagja volt.

## Munkássága
Tudományos munkásságát az elméleti fizika matematikával és kémiával érintkező határterületein fejtette ki. A külföldi tudományos fórumokon való szereplésektől (konferenciák, előadások) elzárkózott ugyan, ám a klasszikus kontinuumok, anyagi rendszerek térelméletére, az irreverzibilis (visszafordíthatatlan) termodinamikai folyamatokra és a reakciókinetikára vonatkozó angol nyelvű publikációi nemzetközi elismertséget hoztak a számára.
Az anyagi rendszerekben külső hatásra fellépő, azzal ellentétes irányú vagy természetű, azaz nemlineáris válaszjelek vizsgálata során, 1961-ben dolgozta ki az irreverzibilis nemlineáris jelenségek első termodinamikai elméletét, illetve az ellentétes hatású folyamatok reciprocitási relációit. Ezzel a kémiai reakciók kinetikájának jobb megértéséhez járult hozzá, amennyiben kimutatta, hogy nem csupán a lineáris folyamatokra, de a kvázilineáris és a nemlineáris jelenségekre is alkalmazható a termodinamika második főtételéből szorosan levezethető disszipáció, a visszafordíthatatlan energiaszétszóródás elve.
1965-ben Lars Onsager és Ilya Prigogine korábbi, a disszipatív rendszerekre vonatkozó eredményeiből kiindulva, valamint Carl Friedrich Gaussnak a klasszikus dinamikára alkalmazott ún. legkisebb kényszer elvét felhasználva állította fel a termodinamika lokális differenciálelvét (Gyarmati-elv). Ennek integrált alakját alapul véve 1968-ban és 1969-ben publikálta az energiaszétszóródással járó disszipatív folyamatok általános variációs elveit, azaz e jelenségeket meghatározó mozgásegyenleteket, amelyekkel megoldást talált a minimális entrópiaprodukció, illetve a minimális energiaszétszóródás leírására. Az elmélet voltaképpen a termodinamikai egyensúlyban lévő anyagi rendszerek disszipációs transzportfolyamatait, más szóval az egyes mennyiségek áramlásának törvényszerűségeit leíró kormányzóelv (angolul governing principle of dissipative processes, GPDP). A Gyarmati-elv alkalmas a transzportjelenségek tér- és időbeli evolúciójának leírására, így e folyamatok lineáris egyenleteinek – a Fourier-féle hővezetési, a Fick-féle diffúziós, a Navier–Stokes-féle áramlási tételek stb. – igazolására és levezetésére is, ezáltal széles körben alkalmazható a makroszkopikus kontinuumfizikában (termo- és elektrodinamika, áramlástan, turbulencia, plasztikus deformáció, viszkozitás stb.).
Verhás Józseffel közösen alkották meg 1977-ben a termodinamikai hullámelméletet, amely termikus, diffúziós és termodiffúziós hullámok leírására egyaránt alkalmas. Az elmélet alapja az a feltételezés, hogy egyes, nem egyensúlyi állapotban lévő termodinamikai rendszerek esetében az entrópiasűrűség nem csupán az egyensúlyi állapothatározók sűrűségfüggvényeitől, hanem a transzportfolyamatok mennyiségeinek áramsűrűségeitől is függ. 1980-ban Lengyel Sándorral közösen fektették le a kémiai reakciókinetika átfogó termodinamikai elméletét. Akadémiai székfoglalói Irreverzibilitás – nem-linearitás (1983), illetve Kémiai reakciók entrópiagyorsulása (1991) címen hangoztak el.
Könyvek és szaktanulmányok publikálása mellett szerkesztőbizottsági tagja volt az Acta Chimica Hungarica (későbbi címén ACH – Models in Chemistry) szakfolyóiratnak, valamint a Természet Világának.

### Társasági tagságai és elismerései
1982-ben a Magyar Tudományos Akadémia levelező, 1990-ben rendes tagjává választották, tagja volt az Akadémia fizikai kémiai és szervetlen kémiai bizottságának.
Tudományos eredményeiért 1970-ben elnyerte az Akadémiai Díj első fokozatát, 1975-ben pedig a termodinamikai térelmélet és az irreverzibilis folyamatok elméletének kidolgozásáért és számos fizikai és kémiai problémára való alkalmazásáért az Állami Díj második fokozatát vehette át. 1994-ben a Szent-Györgyi Albert-díj kitüntetettje lett.

### Főbb művei
- Bevezetés az irreverzibilis termodinamikába. Budapest: Mérnöki Továbbképző Intézet. 1960.
- On the phenomenological basis of irreversible thermodynamics. Budapest: Akadémiai. 1961.
- On the fundamentals of thermodynamics.  Acta Chimica Hungarica,   (1962)   147–206. o.
- Fizika. Budapest: Tankönyvkiadó. 1967.
- Nemegyensúlyi termodinamika. Budapest: Műszaki. 1967.   (Angolul és oroszul is megjelent)
- On the relation between Onsager’s and Prigogine’s principles.  Zeitschrift für Physikalische Chemie,   (1967)
- On the wave approach of thermodynamics and some problems of non-linear theories.  Journal of Non-Equilibrium Thermodynamics,   (1977)
- On the thermodynamics of elementary chemical reactions in homogenous systems.  Journal of Chemical Physics,   (1981) (Lengyel Sándorral)